# Меркурије Смоленски
Меркурије Смоленски је православни руски светитељ у лику мученика из 13. века.

## Биографија
Рођен је у Моравској у кнежевској хришћанској породици. Као млад се преселико у Смоленск. Тамо је живео и службовао у војничкој служби смоленског кнеза. Био је снажан и висок растом. Истакао се у борбама против татарских напада. У једном од наопада Бату-кана на Смоленск мученички је страдао бранећи град 1239. године
Православна црква прославља светог мученика Меркурија 24. новембра (по јулијанском календару).